# Whitey Bulger
James Joseph "Whitey" Bulger, Jr. (3 de septiembre de 1929 - 30 de octubre de 2018) fue un jefe criminal y gánster irlandés-estadounidense perteneciente a la organización mafiosa "Winter Hill Gang", de la ciudad de Boston (Massachusetts).
Tras el testimonio en los tribunales ante el Gran Jurado de su exsocio Kevin Weeks, los fiscales estadounidenses acusaron a Whitey Bulger de 19 asesinatos y 31 delitos relacionados con su organización criminal como el narcotráfico, la extorsión, lavado de dinero y la posesión de armas, por lo que fue condenado a cadena perpetua. 
Bulger era informante del FBI desde 1975, pero el FBI ignoraba que este fuese un jefe local de la mafia irlandesa de Boston. Era también hermano de un antiguo presidente del Senado de Massachusetts, William Bulger.
Bulger, quien usaba silla de ruedas, fue encontrado muerto en su celda el 30 de octubre de 2018, a la edad de 89 años. Fue asesinado por compañeros de cárcel en la prisión Hazelton a un día de su llegada.

## Biografía

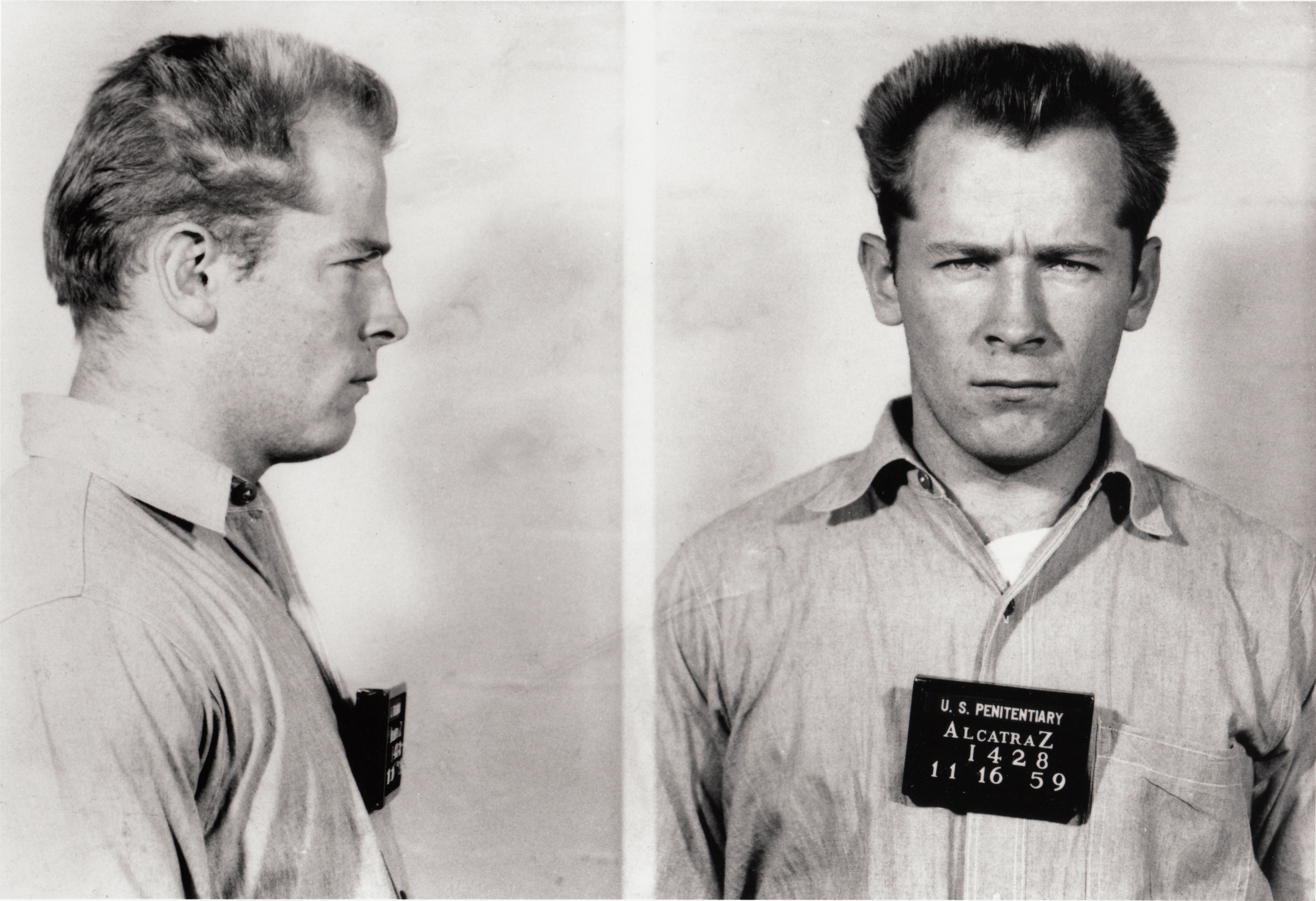
Fotografía de la detención de Whitey Bulger en 1959

A partir de 1975 Bulger fue informante de la Oficina Federal de Investigaciones (FBI). Como resultado, el FBI ignoró en gran medida a su organización a cambio de información sobre el funcionamiento interno de la familia patriarca del crimen ítalo-americano. A partir de 1997, los medios de Nueva Inglaterra expusieron las acciones penales por las leyes federales, estatales y locales del orden público vinculados a Bulger. Este hecho resultó muy embarazoso para el FBI. El 23 de diciembre de 1994, después de ser avisado por su ex controlador del FBI sobre una acusación pendiente bajo la Ley de Chantaje Civil, Influencia y Organizaciones Corruptas (RICO), Bulger huyó de Boston y pasó a la clandestinidad. Durante dieciséis años se mantuvo fugitivo, siendo uno de los diez fugitivos más buscados por el FBI.
El 22 de junio de 2011 Bulger fue arrestado fuera de un apartamento en Santa Mónica, California. Su novia Catherine Greig fue detenida junto a él. Bulger tenía 81 años de edad al momento de su detención. Poco después, Bulger y Greig fueron extraditados a Massachusetts y llevados bajo fuerte custodia a la corte federal marítima. Esto hizo necesario el cierre de una parte del puerto de Boston. Greig se declaró culpable de conspiración por albergar a un fugitivo con fraude de identidad y conspiración para cometer fraude de identidad, y fue condenada en junio de 2012 a 8 años de prisión. Bulger no solicitó la libertad bajo fianza y permaneció en custodia en la Casa de Corrección en Plymouth, Massachusetts. El 5 de noviembre de 2012, Bulger fue llevado a un hospital desde su celda en Plymouth después de quejarse de dolores en el pecho. El 14 de noviembre del mismo año, Greig interpuso un recurso con intención de acortar la pena de prisión por haberlo ayudado cuando era un fugitivo.
El 12 de junio de 2013, Bulger fue a juicio por 32 cargos de crimen organizado, lavado de dinero, extorsión y posesión de armas, incluyendo su complicidad en 19 asesinatos. El 12 de agosto de 2013, fue declarado culpable de 31 cargos, entre ellos dos cargos de crimen organizado y 19 asesinatos.

## Primeros años
El padre de Bulger, James Joseph Bulger Sr., era de la ciudad canadiense de Harbour Grace, en  Terranova. Después de establecerse en Everett (Massachusetts), James Sr. se casó con Jane Veronica "Jean" McCarthy, una inmigrante irlandesa de primera generación. Su primer hijo, James Joseph Bulger, Jr., nació en 1929.
El padre de Bulger trabajó como obrero sindical y estibador ocasional. Perdió un brazo en un accidente industrial y la familia quedó reducida a la pobreza. En mayo de 1938, se inauguró el Proyecto de Vivienda Mary Ellen McCormack en el vecindario de South Boston. La familia Bulger se mudó y los niños crecieron allí. Los otros niños Bulger, William Michael y John P. Bulger, sobresalieron en la escuela; James Bulger Jr., por su parte, se vio envuelto en la vida de la calle.
Al principio de su carrera criminal, la policía local le dio a Bulger el apodo de "Whitey" debido a su cabello rubio. Bulger odiaba el nombre; prefería que lo llamaran "Jim", "Jimmy" o incluso "Botas". El último apodo provino de su costumbre de usar botas de vaquero, y su afición por esconder una navaja en esas botas. Sin embargo, el apodo "Whitey" se le quedó.

## Carrera criminal temprana
Bulger se ganó reputación de ladrón y peleador callejero leal en el sur de Boston. Esto lo llevó a reunirse con criminales más experimentados y encontrar oportunidades más lucrativas. En 1943, Bulger, de 14 años, fue arrestado y acusado de robo. Para entonces, se había unido a una pandilla callejera conocida como los "Tréboles" y finalmente sería arrestado por asalto, falsificación y robo a mano armada. Fue condenado a un reformatorio juvenil por estos delitos.
Poco después de su liberación, en abril de 1948, Bulger se unió a la Fuerza Aérea de los Estados Unidos. Pero no se había reformado; pasó un tiempo en la prisión militar por varios asaltos y más tarde fue arrestado por la policía de la Fuerza Aérea en 1950 por ausentarse sin permiso. Sin embargo, recibió una baja honorable en 1952 y regresó a Massachusetts.

## Prisión
En 1956, Bulger cumplió su primer período en una prisión federal cuando fue condenado un tiempo en la Penitenciaría de Atlanta por robo a mano armada y secuestro de camiones. Más tarde le dijo al mafioso Kevin Weeks que mientras estuvo allí, estuvo involucrado en el programa MK-ULTRA, cuyo objetivo era investigar medicamentos de control mental para la CIA. Durante 18 meses, Bulger y otros 18 reclusos, todos los cuales se habían ofrecido como voluntarios a cambio de sentencias reducidas, recibieron LSD y otras drogas de acción mental.
Bulger más tarde se quejó de que habían sido "reclutados por engaño" y se les dijo que estaban ayudando a encontrar "una cura para la esquizofrenia". Describió su experiencia como "una pesadilla" y dijo que lo llevó "a las profundidades de la locura". Los cuadernos que Bulger escribió describieron el terror que sintió al pensar en ingerir una dosis adicional de LSD. Bulger escribió que escuchaba voces y temía que si él admitía esto ante alguien, estaría "comprometido de por vida".
Bulger fue trasladado de Atlanta a la Penitenciaría Federal de Alcatraz. Se convirtió en un amigo cercano del preso Clarence Carnes, también conocido como "The Choctaw Kid". En noviembre de 1962, fue transferido a la Penitenciaría Federal de Leavenworth y, en 1963, a la Penitenciaría Federal de Lewisburg. La tercera petición de libertad condicional de Bulger, en 1965, fue concedida después de haber cumplido nueve años en prisión. No sería arrestado de nuevo por 46 años.

## Guerra Killeen – Mullen
Después de su liberación, Bulger trabajó como conserje y trabajador de la construcción antes de convertirse en un corredor de apuestas y préstamos bajo la dirección de Donald Killeen, el líder de la mafia dominante durante más de 20 años en el sur de Boston, The Killeens. Los Killeens fueron dirigidos por tres hermanos, Donnie, Kenny y Eddie, junto con Billy O'Sullivan y Jack Curran. Su base era el Transit Café en el sur de Boston, que luego se convirtió en el Triple O, controlado por Whitey. En 1971, el hermano menor de Killeen, Kenny, supuestamente le disparó en el brazo a Michael (Mickey) Dwyer, un miembro de la pandilla rival Mullen y le mordió una parte de la nariz durante una pelea en la cafetería Transit. Una guerra de pandillas fue el resultado, lo que llevó a una serie de asesinatos en Boston y los suburbios circundantes. Los Killeens rápidamente se vieron superados por los Mullens más jóvenes. Fue durante la guerra Killeen-Mullen que Bulger se dispuso a cometer lo que Kevin Weeks describe como su primer asesinato, el de Paul McGonagle.

Aunque [McGonagle] nunca hizo nada, siguió removiendo todo con la boca. Así que Jimmy decidió matarlo. ... Jimmy le disparó justo entre los ojos. Solo que ... no era Paulie. Fue Donald. ... Jimmy condujo directamente a la casa de su mentor Billy O'Sullivan en Savin Hill Avenue y le dijo a O'Sullivan ... "Le disparé al equivocado. Le disparé a Donald". Billy ... dijo: "No te preocupes por eso. Él no estaba sano de todos modos. Fumaba. Habría contraído cáncer de pulmón".

Según el exjefe de Mullen, Patrick Nee, McGonagle emboscó y asesinó a O'Sullivan, creyéndolo responsable por la muerte de su hermano. Bulger, al darse cuenta de que estaba en el bando perdedor, se acercó en secreto a Howie Winter, líder de la banda Winter Hill, y afirmó que podía terminar la guerra asesinando a los líderes de la banda Killeen. Poco después, el 13 de mayo de 1972, Donald Killeen fue asesinado a tiros afuera de su casa en el suburbio de Framingham. Nee discute esto, alegando que Killeen fue asesinado por los ejecutores de la pandilla Mullen James Mantville y Tommy King, no Bulger.
Bulger y los Killeen huyeron de la ciudad, temiendo que fueran los próximos. Nee hizo los arreglos para que la disputa fuera mediada por Winter y el patriarca y caporegime Joseph Russo. En una sentada en el club nocturno de Chandler en el South End, los Mullen fueron representados por Nee y King, y los Killeen por Bulger. Las dos pandillas unieron sus fuerzas, con Winter como jefe general.
Poco después, el único hermano sobreviviente de Donald Killeen, Kenneth Killeen, estaba trotando en el vecindario de City Point en Boston cuando la voz de Bulger lo llamó a un auto y le dijo: "Se acabó. No tienes más negocios. No más advertencias". Kenneth declararía más tarde en el juicio del deshonrado agente del FBI John Connolly que los ejecutores de Winter Hill, Stephen Flemmi y John Martorano, estaban en el auto con Bulger.

## Stephen Flemmi
Después de la tregua de 1972, Bulger y los Mullen tenían el control del inframundo criminal de South Boston. El agente especial del FBI, Condon, anotó en su registro en septiembre de 1973 que Bulger y Nee habían estado sacudiendo fuertemente a los corredores de apuestas y los prestamistas del vecindario. A lo largo de los años que siguieron, Bulger comenzó a eliminar la oposición persuadiendo a Winter de que sancionara los asesinatos de aquellos que "se salieran de la fila". En una entrevista de 2004, Winter recordó que el muy inteligente Bulger "podía enseñar trucos al diablo". Durante esta era, las víctimas de Bulger incluían a los veteranos de Mullen Gang McGonagle, King y Spike O'Toole.
Según Kevin Weeks: "Como delincuente, se limitó a atacar a los delincuentes ... Y cuando las cosas no pudieron resolverse para su satisfacción con estas personas, después de que se hubieran explorado todas las demás opciones, no dudaría en usar la violencia. ... Tommy King, en 1975, fue un ejemplo ... Los problemas de Tommy comenzaron cuando él y Jimmy trabajaron en el bar Triple O en el sur de Boston. Tommy, quien era un Mullin, lo enfrentó con el puño cerrado. Y Jimmy lo vio ... una semana después, Tommy estaba muerto. El segundo y último error de Tommy fue subirse al auto con Jimmy, Stevie y Johnny Martorano ... Más tarde esa misma noche, Jimmy mató a Buddy Leonard y lo dejó en el auto de Tommy en Pilsudski Way en los proyectos de Old Colony para confundir a las autoridades".
En 1979, Winter fue arrestado, junto con muchos miembros de su círculo íntimo, acusado de arreglar carreras de caballos. Bulger y Flemmi quedaron fuera de las acusaciones. Ocuparon el vacío y tomaron el liderazgo de la pandilla. Trasladaron su sede al Lancaster Street Garage en Boston, cerca del Boston Garden en el West End.

## Ataques anti-transporte
A finales de agosto o principios de septiembre de 1974, Bulger y un cómplice incendiaron una escuela primaria en Wellesley, Massachusetts, para intimidar al juez de la Corte de Distrito de los Estados Unidos W. Arthur Garrity, debido a su plan obligatorio de separar las escuelas de Boston mediante transporte escolar.
El 8 de septiembre de 1975, Bulger y una persona no identificada lanzaron un cóctel molotov al lugar de nacimiento de John F. Kennedy en Brookline, Massachusetts. Esto se hizo para tomar represalias por el apoyo vocal del senador Ted Kennedy para la integración escolar en la ciudad de Boston. Bulger luego usó pintura en aerosol negra para pintar la frase "Bus Teddy" en la acera justo afuera del sitio histórico nacional.

## Informante del FBI
En 1971, el FBI se acercó a Bulger e intentó reclutarlo como informante como parte de su esfuerzo contra la familia Patriarca. El agente especial del FBI Dennis Condon fue asignado para hacer el lanzamiento. Sin embargo, Condon no pudo ganarse la confianza de Bulger. Tres años más tarde, Bulger se asoció con Flemmi, un mafioso italiano-estadounidense que había sido informante del FBI desde 1965. Aunque es un hecho documentado, Bulger pronto siguió el ejemplo de Flemmi, pero exactamente cómo y por qué se sigue debatiendo. El agente especial John Connolly se jactaba con frecuencia ante sus compañeros agentes sobre cómo había reclutado a Bulger en una reunión nocturna en Wollaston Beach dentro de un auto del FBI. Connolly supuestamente dijo que la Oficina podría ayudar en la pelea de Bulger con el jefe Patriarca Gennaro Angiulo. Después de escuchar esto, se dice que Bulger respondió: "Está bien, si quieren jugar a las damas, jugaremos al ajedrez. Jódanlos".
Weeks considera que es más probable que Flemmi lo haya traicionado al FBI, dada la opción de proporcionar información al FBI o regresar a la cárcel. En 1997, poco después de que el periódico Boston Globe revelara que Bulger y Flemmi habían sido informantes, Weeks se reunió con Connolly, quien le mostró una fotocopia del archivo de informante del FBI de Bulger. Para explicar el estado de Bulger y Flemmi como informantes, Connolly dijo: "La mafia iba en contra de Jimmy y Stevie, así que Jimmy y Stevie fueron en contra de ellos". En una entrevista de 2011, Flemmi recordó: "White y yo le dimos mierda, y ellos nos dieron oro".
Según Weeks: "... Connolly siguió diciéndome que el 90 porciento de la información en los archivos provino de Stevie. ... Pero, Connolly me dijo que tenía que poner el nombre de Jimmy en los archivos para mantener su archivo activo. Mientras Jimmy fuera un informante activo, dijo Connolly, podría justificar una reunión con Jimmy y darle información valiosa. Incluso después de que se retiró, Connolly todavía tenía amigos en el FBI, y él y Jimmy se reunían para hacernos saber lo que estaba pasando. ... Pude ver que muchos de los informes no eran solo contra los italianos. Había más y más nombres de hombres polacos e irlandeses, de personas con las que habíamos hecho negocios, de amigos míos. ... Me gustaría ver, una y otra vez, que algunas de estas personas habían sido arrestadas por delitos que se mencionan en estos informes. ... había sido una tontería cuando Connolly me dijo que los archivos habían sido para su uso personal. ... Si se estaba llevando a cabo una investigación y su supervisor dijo: 'Déjame ver eso', ¿qué iba a hacer Connolly? Tenía que dejarlo. Y obviamente lo hizo".
El agente del FBI John Morris fue puesto a cargo del Escuadrón contra el Crimen Organizado en la oficina de campo de la Oficina en Boston en diciembre de 1977. Morris no solo demostró ser incapaz de controlar la protección de Bulger de Connolly, sino que incluso comenzó a ayudarlo. Para 1982, Morris estaba "completamente comprometido", ya que Bulger había comprado boletos de avión para su novia Debbie Noseworthy para visitarlo en Georgia mientras estaba siendo entrenado para investigaciones de drogas. Incluso después de 1983, cuando fue transferido para dirigir el grupo de trabajo de drogas del FBI de Boston, Morris siguió siendo cómplice de Connolly y Bulger.
En 1995, Bulger y Flemmi fueron acusados formalmente de cargos de extorsión junto con dos mafiosos de Boston, Frank Salemme y Bobby DeLuca. Durante la fase de descubrimiento, Salemme y DeLuca escuchaban una cinta de un error errante, que normalmente está autorizado cuando el FBI no tiene conocimiento previo de dónde se llevará a cabo la actividad criminal. Escucharon a dos de los agentes que escuchaban el error y mencionaron que deberían haberle dicho a uno de sus informantes que le diera "una lista de preguntas" a los otros compradores. Cuando su abogado, Tony Cardinale, se enteró de esto, se dio cuenta de que el FBI había mentido sobre la base del error para proteger a un informante. Sospechando que no era la primera vez que sucedía, Cardinale buscó forzar a los fiscales para revelar las identidades de los informantes utilizados en relación con el caso.
El juez federal Mark L. Wolf aceptó la moción de Cardinale el 22 de mayo de 1997. El 3 de junio, Paul E. Coffey, jefe de la Sección de Delincuencia Organizada del Departamento de Justicia, hizo una declaración jurada admitiendo que Bulger había sido informante del FBI. Coffey declaró que, dado que Bulger fue acusado de "dirigir una empresa criminal" mientras trabajaba como informante y que ahora también era un fugitivo, había "perdido cualquier expectativa razonable" de que su identidad estaría protegida.
El 5 de septiembre de 2006, el juez federal Reginald C. Lindsay dictaminó que el mal manejo de Bulger y Flemmi causó el asesinato en 1984 del informante John McIntyre, otorgándole a su familia $ 3.1 millones de dólares en daños. Lindsay declaró que el FBI no supervisó adecuadamente a Connolly (condenado y encarcelado en 2002) y "metió la cabeza en la arena" con respecto a numerosas denuncias de que Bulger y Flemmi estuvieron involucrados en el tráfico de drogas, asesinatos y otros delitos durante décadas.

## Actividades delictivas en el sur de Boston

### Consolidando el poder
En febrero de 1979, los fiscales federales acusaron a numerosos miembros de la banda de Winter Hill, incluido el jefe Howie Winter, por arreglar carreras de caballos. Bulger y Flemmi originalmente iban a ser parte de esta acusación, pero Connolly y Morris pudieron persuadir al fiscal Jeremiah T. O'Sullivan para que retirara los cargos en su contra en el último minuto. Bulger y Flemmi en cambio fueron nombrados como co-conspiradores no indicados.
Bulger y Flemmi tomaron los restos de la banda Winter Hill y utilizaron su estatus de informantes para eliminar la competencia. La información que suministraron al FBI en años subsiguientes fue responsable del encarcelamiento de varios de los asociados de Bulger a quienes Bulger consideraba amenazas; sin embargo, la principal víctima de su relación con el gobierno federal fue la familia Patriarca, que estaba ubicada en el extremo norte de Boston y en Federal Hill, Providence, Rhode Island. Después de la acusación de Angiulo y sus asociados por la Ley RICO en 1986, las operaciones en Boston de la familia Patriarca estaban en un caos. Bulger y Flemmi entraron en el vacío subsiguiente para tomar el control del crimen organizado en el área de Boston.

## Asesinato de Louis Litif
En 1980, Louis Litif, un corredor de apuestas libanés-estadounidense, se acercó a Bulger en el bar Triple O de South Boston. Weeks, en ese entonces portero del establecimiento, dijo: "No era un tipo grande, tal vez cinco pies y siete pulgadas y 185 libras. De ascendencia árabe, tenía un bigote como Saddam Hussein. ... Esa noche, como siempre, estaba hablando con su voz detestable. Incluso cuando había 400 personas en el bar, siempre sabías que Louie estaba allí".
Litif había estado robando a sus socios en la operación de apuestas y usando el dinero para traficar cocaína, y no solo se había negado a pagarle a Bulger una parte de sus beneficios de drogas, sino que había cometido dos asesinatos sin el permiso de Bulger. Litif le dijo a un indignado Bulger que también mataría a su compañero, "Joe el barbero", a quien acusó de robar dinero de la operación de apuestas. Bulger se negó a sancionar esto, pero Litif juró continuar. Bulger respondió: "Has superado la línea. Ya no eres solo un corredor de apuestas". Litif respondió que, como Bulger era su amigo, no tenía nada de qué preocuparse. Bulger respondió fríamente: "Ya no somos amigos, Louie".
En ese momento, Weeks estaba a punto de casarse y, poco antes de la boda, informó a Bulger de que estaba teniendo dificultades para encontrar un asiento para Litif en la recepción. "No te preocupes por eso", respondió Bulger. "Probablemente no aparecerá". "[Louie] siempre había sido una importante fuente de dinero para Jimmy. ... Y ahora quería matar a un amigo de Jimmy. No había forma de que eso estuviera permitido. Poco después de eso, a una semana más o menos de mi boda, a Louie lo encontraron metido en una bolsa de basura en el maletero de su automóvil, que había sido tirado en el South End. Lo habían apuñalado con un piquete de hielo y le dispararon. 'El color fue coordinado', me dijo Jimmy. Llevaba ropa interior verde y estaba en una bolsa de basura verde".
Según Kevin Weeks: "Bastante extraño, Jimmy, me dijo: 'Las últimas palabras de Louie para mí fueron una mentira'. Al parecer, Louie había insistido en que había venido solo y que nadie lo había llevado. Fue difícil entender por qué Louie le mintió a Jimmy esa noche. Si le hubiera dicho a Jimmy que alguien lo había conducido, podría haber obtenido un pase. Pero no habría durado mucho, ya que Jimmy no tenía intención de dejar que Louie se volviera loco".

## Asesinatos de Halloran y Donahue
En 1982, un comerciante de cocaína del sur de Boston llamado Edward Brian Halloran, conocido en las calles como "Balloonhead", se acercó al FBI y declaró que había presenciado cómo Bulger y Flemmi asesinaban a Litif. Mientras tanto, Connolly mantuvo informados a Bulger y Flemmi sobre lo que Halloran le estaba diciendo al FBI, específicamente su conocimiento de su participación, junto con su socio más joven James "Gentleman Jim" Mulvey en el asesinato en Tulsa, Oklahoma, del empresario Roger Wheeler. Connolly informó que Halloran estaba comprando esta información al FBI para tener una oportunidad de que él y su familia fueran incluidos en el Programa de Protección de Testigos. Poco después, el 11 de mayo de 1982, Bulger, Flemmi y Weeks recibieron información de que Halloran había regresado al sur de Boston. Después de llegar a la escena, Weeks vigiló el restaurante Anthony's Pier 4, donde Halloran estaba cenando. Michael Donahue, un amigo de Halloran del vecindario de Dorchester, se lo encontró por casualidad en el restaurante. En una decisión que le resultaría costosa, Donahue le ofreció a Halloran llevarlo a casa.
Cuando Donahue y Halloran salieron del estacionamiento, Weeks le hizo una señal a Bulger diciendo: "El globo está en el aire", en un walkie-talkie. Bulger llegó con un hombre enmascarado armado con una Mac 10 silenciada, y propio Bulger llevaba una carabina calibre .30. Un Bulger disfrazado y el otro tirador abrieron fuego y rociaron con balas el automóvil de Halloran y Donahue. Donahue recibió un disparo en la cabeza y murió instantáneamente. Halloran vivió el tiempo suficiente para identificar a su atacante como James Flynn, un asociado de Winter Hill, quien más tarde fue juzgado y absuelto. Flynn siguió siendo el principal sospechoso hasta 1999, cuando Weeks acordó cooperar con los investigadores e identificó a Bulger como uno de los tiradores. Flemmi identificó al segundo tirador como James Mulvey, quien negó la acusación y aún no ha sido acusado.
Donahue fue sobrevivido por su esposa y tres hijos. Su familia, y Halloran, finalmente presentaron una demanda civil contra el gobierno de los Estados Unidos luego de enterarse de que Connolly había informado a Bulger del estado de informante de Halloran. Ambas familias fueron compensadas con varios millones de dólares en daños. Sin embargo, el veredicto fue anulado en la apelación, debido a la presentación tardía de las reclamaciones. Thomas Donahue, que tenía ocho años cuando su padre fue asesinado, se ha convertido en un portavoz de las familias de los presuntos asesinados por la banda de Winter Hill.

## En la cumbre del poder
A lo largo de la década de 1980, Bulger, Flemmi y Weeks operaron negocios ilegales en todo el este de Massachusetts, que incluían extorsión, préstamos, apuestas, secuestros de camiones y tráfico de armas. Las agencias estatales y federales fueron repetidamente bloqueadas en sus intentos de construir casos contra Bulger y su círculo cercano. Esto fue causado por varios factores. Entre ellos se encontraba el miedo paranoico del trío a las escuchas telefónicas y la política de no hablar nunca de sus asuntos por teléfono o en el automóvil. Otras razones fueron el código de silencio y corrupción de South Boston dentro del Departamento de Policía de Boston, la Policía Estatal de Massachusetts y la Oficina Federal de Investigaciones. Aunque el agente del FBI John Connolly es la fuente más infame de Bulger dentro de la aplicación de la ley, Kevin Weeks ha declarado que el teniente de la policía estatal de Massachusetts Richard J. Schneiderhan fue mucho más valorado. Según Weeks, esto se debía a que Schneiderhan era la única fuente del grupo dentro de la Policía Estatal de Massachusetts.

## Extorsión de los traficantes de drogas
A mediados de la década de 1980, Bulger comenzó a convocar a traficantes de drogas desde y alrededor de Boston a su sede. Flanqueado por Kevin Weeks y Stephen Flemmi, Bulger informaría a cada comerciante que se le había ofrecido una suma sustancial a cambio del asesinato de ese comerciante. Entonces exigiría un gran pago en efectivo como el precio de no matarlos. En algún momento, sin embargo, los beneficios masivos de las drogas resultaron irresistibles. Según Weeks: "Jimmy, Stevie y yo no estábamos en el negocio de importación y no traíamos la marihuana o la cocaína. Estábamos en el negocio de la amenaza. No trajimos drogas; le quitamos dinero a la gente que lo hizo. Nunca tratamos con los vendedores ambulantes, sino con una docena de distribuidores de drogas a gran escala en todo el estado que traían cocaína y marihuana y le pagaban cientos de miles a Jimmy. Los distribuidores en la esquina vendían ocho bolas, ... gramos y medio gramos a los clientes para su uso personal. Eran suministrados por el narcotraficante de nivel medio que les estaba vendiendo varias onzas. En otras palabras, los grandes importadores se lo dieron a los principales distribuidores, quienes lo vendieron a los intermediarios, quienes luego lo vendieron a los vendedores ambulantes. Para llegar a Jimmy, Stevie y a mí, alguien habría tenido que atravesar esas cuatro capas de aislamiento".
En el sur de Boston, la mayor parte del tráfico de cocaína y marihuana en el vecindario estaba bajo el control de un equipo dirigido por el mafioso John Shea, conocido como "Rojo". Según Weeks, Bulger consideró brevemente matar a Shea, pero finalmente decidió extorsionar semanalmente sus ganancias. Weeks también dijo que Bulger impuso reglas estrictas sobre los concesionarios que operaban en su territorio: "Las únicas personas que nunca pusimos en del negocio fueron los traficantes de heroína. Jimmy no permitió la heroína en el sur de Boston. Era una droga sucia con la que los usuarios se atoraban en sus brazos, hacían problemas con las agujas y, más tarde, contraían el SIDA. Mientras que las personas pueden consumir cocaína socialmente y seguir funcionando, una vez que consumen heroína, son zombis".
Weeks también afirma que Bulger prohibió estrictamente el polvo de ángel y la venta de drogas a los niños, y que los comerciantes que se negaron a jugar bajo sus reglas fueron expulsados violentamente de "The Town". En 1990, "Red" Shea y sus asociados fueron arrestados al final de una investigación realizada por la Administración de Control de Drogas (DEA), el Departamento de Policía de Boston y la Policía Estatal de Massachusetts. Shea cumplió una condena de prisión muy larga y se negó a admitir que había pagado dinero de protección a Bulger, Flemmi y Weeks. En repetidas ocasiones se peleó con otros reclusos que acusaron a Bulger de ser "una rata". Esto le dio a Shea una reputación legendaria en el sur de Boston. Según Weeks: "Por supuesto, Jimmy perdió dinero una vez que los narcotraficantes fueron expulsados de las calles en la redada de verano, pero siempre tenía otros asuntos en marcha. Sabiendo que tenía que construir algo en el lateral, me había concentrado en mis negocios de usura y juegos de azar. El negocio de las drogas había sido bueno mientras duró. Pero nuestra mayor implicación en esto había terminado".
No sería hasta la cooperación de Weeks en 1999 que Bulger, para entonces un fugitivo, estaba definitivamente vinculado al comercio de drogas por parte de los investigadores. Según una entrevista realizada con los reporteros de The Boston Globe Kevin Cullen y Shelley Murphy, Kevin Weeks "estimó que Whitey ganó unos treinta millones de dólares ... la mayoría de ellos por agredir a los traficantes de drogas para permitirles hacer negocios en su territorio".

## Tráfico de armas
Durante el período de más disturbios, la simpatía por el Ejército Republicano Irlandés Provisional era muy común en el sur de Boston. También lo fueron los esfuerzos por recaudar dinero y contrabandear armas para la lucha armada de los "Provos" contra la presencia británica en Irlanda del Norte.
Desde el inicio de su relación con el FBI, Whitey Bulger "insistió ... que nunca abandonaría el IRA". Bulger había donado previamente a NORAID y había enviado armas, "armas y un bloque de explosivos plásticos C-4", en una furgoneta al IRA Provisional a principios de los años ochenta. Después de reunirse con el jefe de personal del IRA, Joe Cahill, Bulger y Patrick Nee recaudaron $ 1 millón de dólares "al agredir a los traficantes de drogas en el sur de Boston y Charlestown". Este dinero se usó para comprar armas para el IRA, que se enviaría a través del Atlántico en el arrastrero Valhalla. Bulger también donó personalmente algunas de sus propias armas. Antes del uso del Valhalla, Bulger envió al extranjero un grupo de armas y C-4 en una camioneta al menos una vez. Bulger se molestó cuando supo que los hombres del IRA a los que él había suministrado quemaron la camioneta que contenía las armas.
El 13 de septiembre de 1984, Bulger, Weeks y Nee supervisaron la carga del Valhalla. El caché final incluyó "91 rifles, 8 metralletas, 13 escopetas, 51 pistolas, 11 chalecos antibalas, 70,000 cartuchos, mas una gran variedad de granadas de mano y cabezas de cohetes". El Valhalla se reunió a 120 millas de la costa oeste de Irlanda con la Marita Ann, un barco del IRA que había navegado desde Tralee. Durante el viaje de regreso, la Armada de Irlanda detuvo al Marita Ann y se apoderó del arsenal oculto, arrestando a los miembros del IRA Martin Ferris, Mike Browne y John Crawley. La operación había sido comprometida por el miembro del IRA Sean O'Callaghan, que era informante de la Policía Nacional de Irlanda.
Cuando el miembro de la tripulación de Valhalla John McIntyre fue arrestado "por intentar visitar a su ex esposa", confesó su papel en el contrabando de armas a la policía de Boston. McIntyre implicó a Bulger en el fallido contrabando al agente del FBI Roderick Kennedy, pero Kennedy "insistió en que [el encargado de Bulger] John Connolly lo escuchó ... hablando sobre alguien que colabora con Valhalla". Connolly confirmó las sospechas de Bulger sobre McIntyre, llevando a Bulger, y al cohorte Steve Flemmi, a asesinar a McIntyre por su traición".
Según Kevin Weeks, cuando Bulger se reunió con McIntyre en una casa del sur de Boston, esperaba evitar asesinar al informante y se ofreció a enviarlo a América del Sur con dinero y el entendimiento de que nunca más se comunicaría con su familia o amigos. Sin embargo, después de interrogar a McIntyre durante varias horas, Bulger decidió que no tenía la disciplina para cortar lazos con todos. Luego mató a McIntyre y subió las escaleras para tomar una siesta, mientras que Weeks y Flemmi extrajeron los dientes del cadáver con unas pinzas y enterraron a McIntyre en el sótano.

## Lotería del estado de Massachusetts
En el verano de 1991, Bulger y Kevin Weeks, junto con los asociados Patrick y Michael Linskey, se hicieron con el boleto ganador de la Lotería de Massachusetts, que se compró en una tienda de su propiedad. Los cuatro hombres compartieron un premio de alrededor de $ 14 millones de dólares. Se piensa que Bulger había obtenido su parte del premio mayor ilegítimamente, aunque esto nunca pudo ser probado.

## Caída
En abril de 1994, un grupo de trabajo conjunto de la Administración de Control de Drogas (DEA), la Policía Estatal de Massachusetts y el Departamento de Policía de Boston lanzaron una investigación de las operaciones de juego de Bulger. El FBI, en este momento considerado comprometido, no fue informado. Después de que varios corredores de apuestas aceptaron declarar que habían pagado dinero de protección a Bulger, se construyó un caso federal en su contra en virtud de la Ley RICO.
Según Kevin Weeks: "En 1993 y 1994, antes de que cayeran las piezas, Jimmy y Stevie viajaban por la Riviera francesa e italiana. Los dos viajaron por toda Europa, a veces separándose por un tiempo. A veces iban con chicas y a veces iban solamente ellos dos. Alquilaban coches y viajaban por toda Europa. Era más preparación que cualquier otra cosa, prepararse para otra vida. No me pidieron que fuera, no es que hubiera querido hacerlo. Jimmy se había preparado para la carrera durante años. Había establecido una persona completamente diferente, Thomas Baxter, con una identificación completa y tarjetas de crédito a ese nombre. Incluso se había unido a asociaciones en nombre de Baxter, creando una cartera completa para el tipo. Siempre había dicho que tenías que estar listo para despegar con poca antelación. Y él lo hizo".
También había establecido cajas de seguridad, que contenían dinero en efectivo, joyas y pasaportes, en lugares de América del Norte y Europa, como Florida, Oklahoma, Montreal, Dublín, Londres, Birmingham y Venecia. En diciembre de 1994, el agente ya retirado del FBI John Connolly le informó que las acusaciones selladas provenían del Departamento de Justicia y que el FBI estaba programado para hacer arrestos durante la temporada navideña. En respuesta, Bulger huyó de Boston el 23 de diciembre de 1994, acompañado por su esposa, la abogada Theresa Stanley.

## Fugitivo
Después de huir de Boston, Bulger y Stanley pasaron cuatro días de Navidad en Selden, Nueva York, antes de pasar el día de Año Nuevo en un hotel en Nueva Orleans en el barrio francés. El 5 de enero de 1995, Bulger se preparó para regresar a Boston, creyendo que había sido una falsa alarma. Esa noche, sin embargo, Stephen Flemmi fue arrestado afuera de un restaurante de Boston por la DEA. El detective de la policía de Boston, Michael Flemmi, hermano de Stephen, informó a Weeks sobre el arresto. Weeks inmediatamente pasó la información a Bulger, quien alteró sus planes. 
Bulger y Stanley pasaron las siguientes tres semanas viajando entre Nueva York, Los Ángeles y San Francisco antes de que Stanley decidiera que quería regresar con sus hijos. Viajaron a Clearwater, Florida, donde Bulger recuperó su identificación de "Tom Baxter" de una caja de seguridad. Luego se dirigió a Boston y dejó a Theresa en un estacionamiento. Se reunió en Malibu Beach en Dorchester con Weeks, quien había llevado consigo a la novia de Bulger, Catherine Greig. Bulger y Greig salieron a la carrera juntos.
En sus memorias, Weeks describe una reunión clandestina con Bulger y Greig en Chicago, Illinois. Bulger recordó con cariño su tiempo escondido con una familia en Luisiana. Le dijo a Weeks, quien lo había reemplazado como jefe de la banda de Winter Hill: "Si algo cae, póntelo en mi cuenta". Mientras se dirigían a un restaurante japonés cercano, Bulger finalmente reveló lo agotado que estaba con la vida mientras huía. Él le dijo a Weeks: "Todos los días hay otro día que los golpeo. Toda buena comida es una comida que no me pueden quitar". 
A mediados de noviembre de 1995, Weeks y Bulger se reunieron por última vez, en las estatuas de leones en el frente de la Biblioteca Pública de Nueva York, y suspendieron la cena en un restaurante cercano. Según Weeks: "Al final de nuestra cena, parecía más consciente de todo lo que lo rodeaba. Su tono era un poco más serio, y no había tantas bromas como de costumbre. Repitió la frase que había usado antes de que 'una piedra rodante no recoge musgo', lo que me dijo que sabía que iba a estar de nuevo en movimiento. Me dio la sensación de que se estaba resignando al hecho de que no iba a volver. Hasta ese momento, siempre creí que pensaba que había una posibilidad de que hubiera superado el caso. Sin embargo, en ese momento, había algo diferente con él. No entendí completamente todos los aspectos de su caso. Pasarían otros seis meses antes de que se aclarara. Sin embargo, en ese momento, en ese restaurante de Nueva York, sentí que se había mudado a un nuevo lugar en su mente. Se terminó. Nunca regresaría al sur de Boston".
El 17 de noviembre de 1999, Weeks fue arrestado por una fuerza combinada de la DEA y la Policía del Estado de Massachusetts. Aunque en ese momento estaba al tanto del acuerdo del FBI con Bulger, estaba decidido a permanecer fiel al código de silencio del vecindario. Sin embargo, a la espera del juicio en la Prisión Federal Wyatt, en Rhode Island, Weeks fue abordado por un compañero de prisión, un 'hombre hecho' en la familia del crimen Patriarca. El recluso le dijo: "Chico, ¿qué estás haciendo? ¿Vas a quitarle el culo a estos tipos? Recuerda, no puedes dar rienda suelta a una rata. Esos tipos han estado renunciando a todos durante treinta años".

## Progresión de la era digital de Bulger realizada en 2004, en un esfuerzo por arrestarlo
Como consecuencia, Weeks decidió cerrar un trato con los fiscales federales y reveló dónde se enterró casi cada centavo y cuerpo. Escrito en 2006, Weeks recordó:

Sin embargo, siempre supe que no sería fácil para nadie capturar a Jimmy. Si los veía venir, los llevaría con él. No dudaría. Incluso antes de ir a la carrera, siempre decía: "Vamos todos juntos al infierno". Y lo decía en serio. También sabía que Jimmy no iría a juicio. Preferiría suplicar una sentencia de por vida que poner a su familia ante la vergüenza de un juicio. Si tuviera un arma en su contra, saldría en un arrebato de gloria en lugar de pasar el resto de su vida en la cárcel. Pero no creo que lleguen a atraparlo nunca."

## Búsqueda
El primer avistamiento confirmado de Bulger antes de su captura fue en Londres en 2002. Sin embargo, hubo avistamientos no confirmados en otros lugares. Agentes del FBI fueron enviados a Uruguay para investigar una pista. Otros agentes fueron enviados a observar las celebraciones por el 60° aniversario de la Batalla de Normandía, ya que Bulger era un entusiasta fanático de la historia militar. Los informes posteriores de un avistamiento en Italia en abril de 2007 resultaron ser falsos. Dos personas que aparecían en un video filmado en Taormina, Sicilia, que se creyó que eran Bulger y su amante Catherine Greig caminando por las calles del centro de la ciudad, luego fueron identificadas como una pareja de turistas de Alemania.
En 2010, el FBI se centró en Victoria, Columbia Británica, en la isla de Vancouver. Para perseguir a Bulger, un conocido amante de los libros, el FBI visitó las librerías de la zona, interrogó a los empleados y distribuyó carteles de búsqueda. Después de su arresto, Bulger reveló que en lugar de mantenerse recluido, de hecho había viajado con frecuencia, con testigos que se adelantaban para decir que lo habían visto en el muelle de Santa Mónica y en otras partes del sur de California. Un informe confirmado por un oficial de policía de Boston fuera de servicio después de una proyección de The Departed en San Diego también condujo a una búsqueda en el sur de California que duró "unas pocas semanas".

## Captura
Después de 16 años en libertad y 12 años en la lista de los diez fugitivos más buscados del FBI, Bulger fue arrestado en Santa Mónica, California, el 22 de junio de 2011. En el momento del arresto tenía 81 años. 
Fue capturado como resultado del trabajo de la Fuerza de Tarea de Fugitivos de Bulger, que consistía de agentes del FBI y un Diputado del Mariscal de los Estados Unidos. De acuerdo con el agente retirado del FBI Scott Bakken: "Aquí tienes a alguien que es mucho más sofisticado que un joven de 18 años que mató a alguien en un drive-by. Para ser un fugitivo exitoso, debes eliminar todos los contactos de tu vida anterior. Tenía los medios y mantuvo un perfil bajo".
Se había ofrecido una recompensa de $2 millones de dólares por información que condujera a su captura. Esta cantidad solo fue superada por la recompensa de captura de Osama Bin Laden en la lista de los diez fugitivos más buscados del FBI. Bulger fue presentado en el programa de televisión America's Most Wanted 16 veces, primero en 1995 y finalmente el 2 de octubre de 2010. Según las autoridades, los arrestos fueron un "resultado directo" de la campaña de medios lanzada por el FBI en 14 mercados en todo el país donde Bulger y Greig tenían vínculos. La campaña se centró en Greig, describiéndola como una amante de los animales que solía ir a salones de belleza.
Las autoridades recibieron información de una mujer en Islandia de que Bulger vivía en un apartamento cerca de una playa en Santa Mónica. El Boston Globe identificó a la persona que brindó el dato como Anna Björnsdóttir, una exmodelo, actriz y Miss Islandia 1974, la cual vivía en el vecindario de Bulger. Un día después, "usando una artimaña, los agentes y otros miembros del grupo de trabajo sacaron al Sr. Bulger de su departamento", "lo arrestaron 'sin incidentes', luego entraron a la casa y arrestaron a Greig". Bulger fue acusado de asesinato, "conspiración para cometer asesinato, extorsión, distribución de narcóticos y lavado de dinero". Los agentes encontraron "más de $800,000 dólares en efectivo, 30 armas de fuego e identificaciones falsas" en el apartamento. Carmen Ortiz, fiscal federal del Distrito de Massachusetts, dijo que ella "cree que la pena de muerte no es una opción en los cargos federales que Bulger enfrenta en su distrito, pero que podría enfrentar la pena de muerte para dos casos fuera del distrito". En Oklahoma, donde se alega que Bulger ordenó el asesinato del empresario Roger Wheeler Sr. en 1981, el Fiscal de Distrito del Condado de Tulsa dijo: "Es nuestra intención llevar a Bulger ante la justicia y ser responsabilizado por el asesinato del señor Wheeler". En Florida, Katherine Fernandez Rundle, fiscal estatal de Miami-Dade, dijo: "Después de un retraso de 16 años, trabajaré para asegurar que un jurado de Miami tenga la oportunidad de mirar a Bulger a los ojos y determinar su destino".
Inmediatamente después de regresar a Boston, Bulger comenzó a hablar con las autoridades. Dijo que durante sus días como fugitivo a menudo iba y venía a través de la frontera a México para comprar medicamentos para su enfermedad cardíaca. También visitó la prisión de Alcatraz y se tomó una fotografía de recuerdo, vestido con un traje a rayas y parado detrás de las barras de la prisión. Muchos anticiparon, y algunos temieron, que Bulger, a cambio de un trato favorable en la sentencia, tendría mucho que decir a las autoridades sobre la corrupción a nivel local, estatal y federal, lo que le permitió operar su empresa criminal durante tanto tiempo.
Bulger fue procesado en una corte federal el 6 de julio de 2011. Se declaró inocente de 48 cargos, incluidos 19 cargos de asesinato, extorsión, lavado de dinero, obstrucción de la justicia, perjurio, distribución de narcóticos y violaciones de armas.
En una entrevista en 2011, Kevin Weeks expresó su sorpresa por la decisión de Bulger de cooperar después de su arresto. Weeks dijo: "No lo entiendo porque no es lo mismo que recuerdo. No puedo creer que sea tan hablador en este momento. Así que no sé lo que está haciendo". Weeks agregó que no le temía a Bulger, y que los residentes de Boston tampoco deberían: "No creo que sea Pablo Escobar, donde puede salir de su celda de la prisión y venir al sur de Boston o a cualquier otro lugar. No, nadie está preocupado por él".

## Catherine Greig
La compañera de Bulger durante sus años como fugitivo fue su novia Catherine Greig (nacida el 3 de abril de 1951, casi 22 años menor que Bulger). Greig creció en Boston con una hermana gemela idéntica, Margaret, y un hermano menor, David. Su padre era un maquinista de Glasgow, Escocia, y su madre era de Canadá, al igual que el padre de Bulger.
Alrededor de los 20 años, Greig se casó con Robert "Bobby" McGonagle, de South Boston, quien trabajaba como bombero. Éste pertenecía a una familia que lideraba a la pandilla Mullen y resultó herido durante un tiroteo con la mafia en 1969. Antes de su muerte por sobredosis de drogas en 1987, Bobby McGonagle habría responsabilizado a Bulger por los asesinatos de sus hermanos. Los gemelos Donald McGonagle y Paul McGonagle fueron asesinados durante los combates entre las pandillas Mullen y Killeen. El cuerpo de Paul McGonagle quedó escondido y enterrado durante 25 años en Tenean Beach, en Dorchester. La hermana gemela de Greig, Margaret, es la viuda de Paul McGonagle. El hermano menor de Greig, David Greig, era un estrecho colaborador de Bulger. David fue encontrado muerto a tiros en Cape Cod, una muerte caracterizada como un suicidio.
Greig conoció a Bulger a los 20 años, luego de que se divorciara de Bobby McGonagle. Trabajó como higienista dental. Greig fue descripta como inteligente, trabajadora y educada, aunque muy subordinada y dominada por Bulger. Ella y Bulger vivieron juntos por un tiempo en su casa en Squantum, un barrio de Quincy, Massachusetts.
Greig había sido buscada por el FBI desde 1999. La denuncia penal en su contra alega que albergaba a un fugitivo, siendo este Whitey Bulger. Ella estuvo representada en el proceso penal por el prominente abogado criminalista Kevin Reddington, de Brockton, Massachusetts. Después de ser capturada junto a Bulger, Greig buscó su liberación bajo fianza y confinamiento domiciliario, una solicitud que fue denegada.
Greig inicialmente indicó que iría a juicio en lugar de aceptar un acuerdo de culpabilidad. Sin embargo, en marzo de 2012, Greig se declaró culpable de conspiración para albergar a un fugitivo, fraude de identidad y conspiración para cometer fraude de identidad. El 12 de junio de 2012, fue sentenciada a ocho años en una prisión federal. Ella se negó a hablar durante su sentencia.
En septiembre de 2015, Greig fue acusada de un delito penal por su negativa a declarar ante un gran jurado sobre si otras personas ayudaron a Bulger mientras era un fugitivo. En febrero de 2016, Greig se declaró culpable de este cargo. El abogado de Greig recomendó 12 meses en prisión, mientras que los fiscales, citando la "obstrucción ... impenitente" de Greig, pidieron 37 meses. En abril de 2016, el juez de distrito F. Dennis Saylor IV sentenció a Greig a la mitad de su condena por albergar a Bulger y a 21 meses por el cargo de desacato, aumentando su fecha de liberación hasta finales de 2020.
Greig sirvió gran parte de su condena de ocho años en la Institución Correccional Federal Waseca en Minnesota, y también estuvo en varios puntos de Rhode Island por el procedimiento en el caso de desacato criminal.

## Prueba de extorsión y condena
El 12 de junio de 2013, Bulger fue a juicio en el Juzgado John Joseph Moakley del sur de Boston ante la jueza Denise J. Casper por 32 cargos de crimen organizado y posesión de armas de fuego. Los conteos de extorsión incluyeron acusaciones de que Bulger fue cómplice en 19 asesinatos. El juicio duró dos meses e incluyó el testimonio de 72 testigos; el jurado inició las deliberaciones el 6 de agosto de ese año. El 12 de agosto, el jurado condenó a Bulger por 31 de los 32 cargos en la acusación. Como parte de los cargos de extorsión, el jurado condenó a Bulger por los asesinatos de 11 víctimas: Paul McGonagle, Edward Connors, Thomas King, Richard Castucci, Roger Wheeler, Brian Halloran, Michael Donahue, John Callahan, Arthur "Bucky" Barrett, John McIntyre, y Deborah Hussey. El jurado absolvió a Bulger de matar a Michael Milano, Al Plummer, William O'Brien, James O'Toole, Al Notorangeli, James Sousa y Francis Leonard. También informaron que no podían ponerse de acuerdo sobre el asesinato de Deborah Davis, aunque Bulger ya había sido encontrado responsable de su muerte en una demanda civil. Tras el veredicto, los abogados de Bulger J.W. Carney Jr. y Hank Brennan se comprometieron a apelar, citando el fallo de Casper que evitó que Bulger afirmara que le habían dado inmunidad.
El 14 de noviembre de 2013, Bulger fue condenado a dos cadenas perpetuas más cinco años. Casper le dijo a Bulger que tal sentencia era necesaria dado sus crímenes "insondables", algunos de los cuales infligieron un sufrimiento "agonizante" a sus víctimas. También se le ordenó renunciar a $25.2 millones de dólares y pagar $19.5 millones en restitución. Los fiscales de Florida y Oklahoma anunciaron después de la condena de Bulger que esperarían hasta que concluyera la sentencia antes de decidir si se debía o no procesar a Bulger en sus respectivos estados. Bulger fue procesado en Florida por el asesinato de Callahan y en Oklahoma por el asesinato de Roger Wheeler, y pudo haber recibido la pena de muerte en esos estados, algo que finalmente no sucedió.
En septiembre de 2014, Bulger ingresó en la Penitenciaría Coleman II en Sumterville, Florida. En octubre de 2018, fue trasladado al Centro Federal de Transferencia en la ciudad de Oklahoma, y unos días después a la Penitenciaría Federal en Virginia Occidental.

## Muerte
Bulger fue trasladado de Oklahoma City a la Penitenciaría Hazelton, en Virginia Occidental, el 29 de octubre de 2018. A las 8:20 a. m. del 30 de octubre, Bulger, de 89 años de edad, fue encontrado sin vida en la prisión. Según el Boston Globe, Bulger estaba en una silla de ruedas y fue golpeado mortalmente por varios reclusos armados con un candado envuelto en un calcetín y con una navaja le arrancaron los ojos y le cortaron la lengua, como confirmaron las autoridades de la prisión (siendo este el tercer homicidio en un lapso de 40 días). El sicario mafioso Fotios "Freddy" Geas, radicado en Massachusetts, es el principal sospechoso en la organización del asesinato de Bulger.

## Familia
Bulger tuvo dos hermanos menores, William Michael "Billy" Bulger (nacido en 1934) y John P. Bulger (nacido en 1938). Billy Bulger sirvió en el ejército durante la Guerra de Corea, pero nunca fue enviado a Corea. Anteriormente fue un líder influyente del Partido Demócrata en Massachusetts. En una larga carrera política, el senador Bulger ascendió puestos hasta convertirse en presidente del Senado de Massachusetts. Después de su retiro fue nombrado presidente del sistema de la Universidad de Massachusetts.
En diciembre de 2002, William Bulger compareció ante el Comité de Supervisión y Reforma Gubernamental de la Cámara de Representantes y se negó a declarar, citando su derecho a la Quinta Enmienda contra la autoincriminación. En abril de 2003, el comité votó "para otorgarle a William Bulger inmunidad para obtener información sobre el paradero de Whitey y el uso indebido de los informantes por parte del FBI". En junio de 2003, William Bulger compareció ante el comité, donde fue interrogado por legisladores de ambos partidos. Declaró: "No sé dónde está mi hermano. No sé dónde ha estado en los últimos ocho años. No he ayudado a James Bulger de ninguna manera mientras él ha sido un fugitivo". Bulger agregó: "Mientras me preocupaba por mi hermano, ahora reconozco que no entendí completamente las dimensiones de su vida. Probablemente pocas personas lo hicieron. Por definición, la suya era una vida secreta. Sus acciones fueron encubiertas, ocultas. incluso, o quizás escondido, de aquellos que lo amaban y se preocupaban por él. El tema que interesa a tantos, la vida y las actividades de mi hermano James, es doloroso y difícil para mí". Bulger dijo que el único contacto con su hermano durante sus años de fugitivos fue una breve llamada telefónica en enero de 1995, poco después de que su hermano fuera acusado. Tras este testimonio, el gobernador de Massachusetts Mitt Romney emprendió un esfuerzo extenso y en última instancia exitoso para lograr que el senador Bulger renunciara a la presidencia de la Universidad de Massachusetts; Bulger renunció en agosto de 2003.
John "Jackie" Bulger, un magistrado retirado de la corte de Massachusetts, fue declarado culpable en abril de 2003 de cometer perjurio ante dos grandes jurados en relación con las declaraciones juradas que hizo sobre los contactos con su hermano fugitivo.

## Vida personal
Bulger tuvo un hijo, Douglas Glenn Cyr (1967–1973), fruto de una relación de 12 años con Lindsey Cyr, una camarera y exmodelo de moda que vive en North Weymouth, Massachusetts. Bulger y Cyr comenzaron a vivir juntos en 1966, cuando Cyr tenía 21 años y era camarera en un café de North Quincy. Según Cyr, "solía decir que había cuatro personas que aparecían en su esquina: Douglas, yo, Billy y su madre. Y todos lo hicimos vulnerable". A los seis años de edad, su hijo Douglas murió del síndrome de Reye después de tener una reacción alérgica grave a una inyección de aspirina.
Según Cyr: "[Fue] una pesadilla absoluta, y fue muy difícil para Jimmy porque, sin importar qué, no había nada que pudiera arreglar esto. El dinero no importaba, su poder no importaba. ... Recuerdo que estábamos saliendo del hospital la noche que murió y que me estaba tomando de la mano. Y Jimmy dijo: 'Nunca nada volverá a dolerme así'."
Después del arresto de Bulger, Cyr anunció su apoyo hacia él, declarando: "Si él quisiera verme, me encantaría. Si él necesita ayuda para conseguir abogados con gusto lo ayudaré. Una parte de mí sí [todavía lo ama]. Todavía me preocupo por él. Siempre lo ayudaría. Ciertamente siempre estoy a su lado. Él es el padre de mi hijo. Tiene 12 años de mi vida. Quiero verlo bien protegido. ... Y no soy particularmente comprensiva con algunas de las personas involucradas, algunas de las familias de las víctimas."
Después de su separación de Cyr, Bulger comenzó una relación con Theresa Stanley, una divorciada del sur de Boston con varios hijos. Bulger le compró una casa costosa en los suburbios de Quincy, Massachusetts, y actuó como padre de sus hijos mientras viajaba por "trabajo" en el sur de Boston. Sin embargo, le fue repetidamente infiel con una multitud de otras mujeres, y con frecuencia estuvo ausente mientras supervisaba el funcionamiento de su organización. En una entrevista en 2004, Stanley declaró que planeaba publicar sus memorias; sin embargo, murió de cáncer de pulmón en 2012 a la edad de 71 años.

## Relaciones con la prensa
Según Weeks:

La mayoría de las veces, The Boston Globe no era tan inexacto como el Herald. Atacaban a la gente del Sur de Boston por el tema del transporte. También les gustaba describirme como 'el hijo sustituto de Whitey', otro ejemplo de los medios poniendo etiquetas a las personas sobre las que escribían. Jimmy y yo éramos amigos, no como padre e hijo. A pesar de que él era el jefe, siempre me trataba por igual, como un asociado, no un hijo. Shelley Murphy, que había estado en el Herald durante diez años cuando fue a trabajar para el Globe, parecía la reportera que parecía investigar más y hacer un gran esfuerzo para obtener la verdadera historia sin haber estado allí. Pero Jimmy y yo generalmente solíamos reírnos de la mayoría de las noticias, ya que una y otra vez los medios de comunicación informaban mal, una y otra vez manteniendo su promesa de nunca dejar que la verdad se interpusiera en el camino de una buena historia.

## Paul Corsetti
Según las memorias de Weeks, en 1980 el reportero del Boston Herald Paul Corsetti comenzó a investigar para un artículo sobre el asesinato de Louis Litif y la presunta participación de Bulger. Después de informar sobre la historia durante varios días, a Corsetti se le acercó un hombre que dijo: "Soy Jim Bulger y si continúas escribiendo esa mierda sobre mí, te voy a volar la cabeza". Corsetti buscó la ayuda de la familia del crimen Patriarca, pero dijeron que Bulger estaba fuera de su control. Según Weeks: "Al día siguiente, Corsetti informó de la situación a la policía de Boston. Se le otorgó un permiso de custodia en 24 horas. El policía que le dio el permiso le dijo: 'Me alegro de que mi apellido no sea Corsetti'. Un par de días más tarde, Jimmy me contó sobre la escena con el policía y me alegró saber lo incómodo que había puesto a Corsetti".

## Howie Carr
En sus memorias, Kevin Weeks relató su participación en un intento de asesinar al reportero Howie Carr en su casa en el suburbio de Acton. Weeks dice que Carr fue atacado porque estaba "escribiendo historias desagradables sobre personas, era un ladrón de oxígeno que no merecía respirar". Carr ha estado entre los críticos más agresivos de los hermanos Bulger, Whitey y Billy, por sus carreras en el área de Boston; entre sus obras se encuentra el libro The Brothers Bulger, que detalla el período de 25 años de los hermanos Bulger para controlar la política de Boston y el inframundo de Boston.
Weeks declaró que, aunque se consideraron varios planes, todos fueron abandonados porque había demasiado riesgo de lesionar a la esposa e hijos de Carr. Los planes culminaron con el intento de Weeks de dispararle a Carr con un rifle de francotirador cuando salía de su casa. Sin embargo, cuando Carr salió por la puerta principal de la mano de su pequeña hija, Weeks no se atrevió a disparar. Quería otra oportunidad para "terminar el trabajo", pero Bulger le aconsejó que se olvidara de Howie Carr. En sus memorias de 2006, Weeks dijo que, aunque estaba al tanto de la protesta pública que habría seguido, lamentó no haber asesinado a Carr. "Su asesinato hubiera sido un ataque al sistema, como atacar la libertad de prensa, la trama del estilo de vida estadounidense, y no habrían escatimado gastos para resolver el crimen. Pero a la larga, Jimmy y yo nos desviamos y el gusano vivió. Aun así, desearía haberlo matado. No hay duda al respecto".

## Filmografía

### Black Mass
- Los escritores y periodistas Dick Lehr y Gerard O'Neill publicaron el libro Black Mass: The True Story of an Unholy Alliance Between the FBI and the Irish Mob (Misa negra: La verdadera historia de una alianza profana entre el FBI y la mafia irlandesa, 2001) sobre su vida en el crimen organizado. Catorce años más tarde se rodó una película basada en este libro, Black Mass (2015), dirigida por Scott Cooper, en la que el actor Johnny Depp interpreta a Bulger y Benedict Cumberbatch a su hermano William. La película narra los años de Bulger como informante del FBI y su manipulación de su controlador del FBI como un medio para erradicar a sus rivales por el control del submundo de Boston, la mafia italiana.
- El documental de 2014 Whitey: United States of America v. James J. Bulger, realizado por Joe Berlinger, se basa en los juicios de Bulger.
- Bulger es mencionado considerablemente en el libro All Souls: A Family Story From Southie, de Michael Patrick MacDonald, un libro de memorias sobre la vida del autor, el cual creció en Boston durante los años setenta y ochenta.
- En la Miniserie Documental "Murder Made me Famous" (2018) fue objeto de un capítulo en la cuarta temporada, en el episodio sexto, dirigido por Adam Dietrich.

### Personajes basados en Whitey Bulger
- En el episodio 21 de la temporada 11 de la serie de televisión Law & Order, titulado "Brother's Keeper", ciertos detalles de la trama están inspirados en la carrera criminal de Bulger. Específicamente, se muestra a un criminal de herencia irlandesa que tiene una relación de trabajo secreta con el FBI a través de un amigo de la infancia en la agencia.
- El personaje de Frank Costello (interpretado por Jack Nicholson) en la película de 2006 de Martin Scorsese The Departed se basa libremente en Bulger, aunque la trama de la película está adaptada de la película de Hong Kong de 2002 Infernal Affairs.
- La serie de televisión de Showtime Brotherhood, sobre dos hermanos irlandeses-estadounidenses en lados opuestos de la ley, se inspiró en la relación entre Whitey y Billy Bulger, aunque el espectáculo no se ambienta en Boston sino en la cercana Providence, en Rhode Island.
- En la serie de televisión Rizzoli & Isles, estrenada en 2010, el personaje de Paddy Doyle, un mafioso irlandés-estadounidense que es el padre biológico del personaje principal, Maura Isles, se basa en una visión romántica de Bulger.
- En la primera temporada de la serie de Showtime Ray Donovan, el personaje de Patrick "Sully" Sullivan, interpretado por James Woods, se basa libremente en Bulger.
- El drama de televisión de 2013 The Blacklist, protagonizado por James Spader, sobre un criminal de carrera que se entrega al trabajo con el FBI en sus propios términos se inspiró en la historia de Bulger.